# Арутюнян, Карен Львович
Карен Лвович Арутюнян (род. 21 января 1992 года, Тбилиси) — российский боксёр, 5-кратный призёр чемпионата России, чемпион Всемирных военных игр, победитель международных турниров. Мастер спорта России международного класса по боксу.

## Карьера
Карен Арутюнян родился и вырос в городе Тбилиси. В 2008 году возрасте 16 лет пришел в олимпийский бокс и начал заниматься под руководством Заслуженного тренера России Кутловского Николая Васильевича.
В 2015 году выиграл Летние Всемирные военные игры.
В 2015 году выполнил норматив Мастера спорта России международного класса по боксу.
С 2015 по 2020 год — прапорщик спортивной роты ЦСКА.
В 2016 году был участником Олимпийских игр в Рио-де-Жанейро в качестве запасного.
В 2021 году завершил любительскую карьеру в боксе и перешел на тренерскую деятельность.

## Спортивные достижения
- Командный Кубок России по боксу посвященный 100-летию М.Т. Калашникова 2019[4] — ;
- Чемпионат России по боксу 2014 — ;
- Чемпионат России по боксу 2012 — ;
- Международная матчевая встреча Россия-Куба 2018[5] — ;
- Международный турнир по боксу Boxam 2016[6] — ;
- VI Летние Всемирные военные игр 2015[7] — ;
- Международная матчевая встреча Россия-Казахстан 2015[8] — ;
- Международный турнир по боксу по версии AIBA Pro Boxing 2015[9] — ;
- I Международный турнир по боксу им. Алексея Тищенко 2013[10] — ;
- Мастер спорта России международного класса по боксу[11]

- Первенство России по боксу среди юниоров (19-22) 2014[12] — ;
- Первенство России по боксу среди юниоров (19-22) 2013[13] — ;
- Первенство России по боксу среди юниоров (19-22) 2012 — ;

## Награды
2016 году награжден Президентом Российской Федерации В.В. Путиным медалью ордена «За заслуги перед отечеством» ll степени.
2015 году награжден Министром Обороны РФ С.К. Шойгу медалью «За воинскую доблесть» ll степени.
2014 году награжден Губернатором Кемеровской области А.Г Тулеевым медалью «За честь и мужество» и медалью «Спортивная доблесть Кузбасса».